# Bahraich (distrikt)
Bahraich (hindi: बहराइच जिला) er et distrikt i den indiske delstat Uttar Pradesh. Distriktets hovedstad er Bahraich.

## Demografi
Ved folketællingen i 2011 var der 3.478.257 indbyggere i distriktet, mod 2.381.072 i 2001. Den urbane befolkning udgør 8,26 % af befolkningen.
Børn i alderen 0 til 6 år udgjorde 18,27 % i 2011 mod 20,46 % i 2001. Antallet af piger i den alder per tusinde drenge er 970 i 2011.